# アウンジー
アウンジー（ビルマ語：အောင်ကြီး [ʔàʊɰ̃ dʑí] ; 1919年2月16日 - 2012年10月25日）は、ビルマの軍人、政治家。国民民主連盟（NLD）の共同創設者の一人であり、同党の議長を務めた。

## 生い立ち
1919年2月16日、バゴー地方域パウンデ郡区に生まれる。中国系ミャンマー人で、中国名は陈旺枝（Chén Wàngzhī）である。
1937年にわれらビルマ人連盟（タキン党）に参加。1948年の独立時、ミャンマー軍（国軍）が創設された時には、多くの有為な人材を輩出した、ネ・ウィン率いる第4ビルマ・ライフル部隊に所属した。その後、1953年に参謀本部第1作戦参謀、1956年に陸軍参謀次長に昇進し、ネ・ウィンに次ぐ国軍No.2の実力者となり、マウンマウンとともに国軍改革において主導的な役割を果たした。短期間ながらビルマ社会党に所属して国会議員も務めた。

## 1962年のクーデター
1958年、北部軍管区司令部がクーデターを計画した際は、アウンジーはマウンマウンとともに各所を奔走し、ウー・ヌが平和裏にネ・ウィンに政権を移譲するように努めた（ミャンマー軍#選挙管理内閣《1958年～1960年》）。
1962年にはネ・ウィンがクーデターを起こし、ビルマ連邦革命評議会による軍事独裁政権が成立した。このクーデターについて、アウンジーはまったく蚊帳の外で、計画すら知らされていなかったと言われる。しかし、のちに『ビルマ社会主義への道』やビルマ社会主義計画党（BSPP）の公式イデオロギー『人と環境の相互作用の原理』を執筆した、チッフライン（Chit Hlaing）によると、クーデターに先立つ1961年11月、アウンジーはチッフラインを含む陸軍心理作戦部の面々に次のように語ったのだという。
- 現在、連邦は不安定になりつつある。非仏教徒の少数民族、カチン族、カレン族、チン族、その他の宗教団体はウー・ヌに対して不満を抱いており、彼らの活動は、かつてのシャン族の領主（ツァオパ）やカレンニー族の指導者が率いる連邦運動と連携している。状況はさらに複雑になる可能性があり、そのためネ・ウィン将軍は事態を注視している。
- 連邦の原則に従い、ビルマ本土の分割を含むすべての州が平等な権利を享受すべきであることは認める。しかし将来的には、かつての封建的なシャン族がカレンニー族、カチン族、カイン族の指導者らとともに、状況を利用して連邦からの離脱の口実を探す可能性もある。連邦党政府は、各州の指導者たちの信頼と協力を得ることができないようだ。連邦党内での派閥争いが激しく、政府を効率的に運営することは難しいだろう。このため、ネ・ウィン将軍は、状況が要求すれば、国軍が権力を握らなければならないかもしれないと考えている。将軍の政治的考えは、ビルマには社会主義体制を築くための革命が必要であり、そうすることによってのみ、より良い変化がもたらされるということだ。
- 私としては、国軍はできる限り政治に関与すべきではなく、やむを得ない状況でのみ、ある程度まで関与すべきだという考えを持っている。私は国軍によるクーデターができるだけ阻止されることを望んでいる。私はネ・ウィン将軍の考え方を考慮に入れているが、ティンペー准将や他の人たちは焦り始めている。ネ・ウィン将軍は私たちに「まあ、よく考えよう」と言うだけだ。
- 国軍が権力を握らなければならない場合、今度は社会主義的な政策を採らなければならない。このため、われわれは左派社会主義諸国の取り組みを研究すべきだ。われわれはマルクス主義理論を参考にし、いくつかの考えを取り入れる必要があるかもしれない。ネ・ウィン将軍は、1960年10月に中国を訪問した後、中国が進歩したと確信していた。今のところ、私は心理作戦部の将校たちにこれらの問題について講義や議論をしてもらいたい。私の考えは、慎重に社会主義を達成することであり、共産主義のスタイルを真似るものではない。われわれは実際に何をするかを慎重に考えなければならない[5]。

というわけで、クーデターの予兆はきちんと把握していたようである。なおクーデターの知らせを聞いたアウンジーの表情は、「事前に何が行われたかを知っていたようには見えなかったが、事前に物事を知っていたことを示しているようだった」そうである。

## 失脚
アウンジーはクーデター後に設立された革命評議会のメンバーになり、ビルマ経済開発公社（BEDC）総裁と貿易産業大臣を兼任した。しかし1963年2月、「同僚と政策について意見の相違が見られたため」、アウンジーのすべての役職の辞任が発表された。理由については、経済政策をめぐってネ・ウィンと対立したからと伝えられている。急進的な一党独裁と国有化を進めるネ・ウィンに対して、アウンジーは、1962年3月7日・8日の外国人記者と産業界代表との会見で、次のように述べていた。
1. 政党を禁止せず、健全な政党活動を奨励する。
2. 民主主義にもとづく政府が最良の政府である。いずれ文民政府とするが、その時期はまだ言えない。
3. 今後2年間輸入業の国営化は行わない。
4. 外資を導入して重工業の振興を図る。このため投資法を改正し、投資保証措置を講ずる。また民族資本を育成する[7]。

アウンジーは、1965年から1968年、そして1973年から1974年の2度投獄されたが、ネ・ウィンと国軍への忠誠心は失わなかった。その後、ヤンゴンで喫茶店を営んでいたが、ネ・ウィンの命により政府系の店から食材を格安で購入できたので、日本式の丁寧な接客も評判を呼んで、大変繁盛し、アウンジーは裕福な生活を送っていたのだという。

## 国民民主連盟（NLD）創設
8888民主化運動の際、1988年3月の国軍による市民の虐殺についてアウンジーが書いたアウンジー書簡が、全国の市民の間に出回り、反政府デモに火を点けるきっかけとなった。その腹いせかネ・ウィンは、自身のビルマ社会主義計画党（BSPP）議長辞任を発表した場で、1962年のヤンゴン大学の学生運動弾圧の首謀者だと暴露した。
デモが盛り上がる中、アウンジーは、アウンサンスーチー、ティンウー、ウー・ヌとともに次期リーダー候補の1人に祭り上げられたが、そのネウィンと国軍に対する忠誠心の高さが人々を白けさせ、結局、人心を掴みきれなかった。8月8日に大規模なデモに対する国軍の弾圧があった際には、「国軍を怒らせてはいけない。心の中でさえも」と発言して、人々を激昂させた。国民民主連盟（NLD）が結成された時は議長に就いたが、「NLDは共産主義者に指導されている」と批判してすぐに離党し、連邦国民民主党（UNDP）を結党した。しかし1990年に実施された総選挙では、1議席しか獲れず、アウンジーは落選の憂き目に遭い惨敗した。
1989年、ビルマ共産党（CPB）が崩壊してワ州連合軍（UWSA）、ミャンマー民族民主同盟軍（MNDAA）、民族民主同盟軍（NDAA）、カチン新民主軍（NDA-K）の4つの武装勢力に分裂した際、国家法秩序回復評議会（SLORC）第1書記のキンニュンは、コーカンの麻薬商人だった楊金秀、同じくコーカン出身の麻薬王・ロー・シンハン、アウンジーに仲介を頼み、各勢力と停戦合意を結んだ。
その後、再びビジネスを手がけていたが、1993年、自身が経営するパン屋チェーン店に配達された卵の代金を支払わなかったとして懲役6ヶ月の判決を受けた。しかしこの判決の真の理由はアウンジーの政府批判にあったと言われている。
1998年、アウンジーは訪米して、ラジオ・フリー・アジア（RFA）のインタビューを受け、以下のような発言をした。
- 「国の経済状況は非常に悪い。国民は非常に貧しく、物価はどんどん上がっている。誰もおいしい食事を食べる余裕がない」
- 「人々は国を軽蔑している。これは悪い兆候だ。ビルマの人々は国軍への信頼を失っている」
- 憲法起草に取り組んでいた国民会議をボイコットしたとしてスーチーを批判。
- ヤンゴンを発つ前にネ・ウィンとその娘サンダーウィンに手紙を書いた。その内容は「あなたの父上が再び国を率いなければならないことは否定できない。さもなければ国は崩壊するだろう」「ネ・ウィンには死ぬ前に何か貢献してほしい。なぜなら、彼は正しいことと間違っていることを知っているからだ」と相変わらずのネ・ウィンへの忠誠心を明らかにした。

インタビューを聞いた8888民主化運動の際の学生運動のリーダー・モーティーズンは、「アウンジーは来ない。ただ不幸をもたらすだけだ」と嘆いた。
2002年12月にネ・ウィンが亡くなった時は、数少ない葬式の参列者となり、「彼の人生の最後が不名誉なものだったことを残念に思います」「国に起こったことの責任は彼にあります」と初めて公の場でネ・ウィン批判をした。

## 死
2012年10月25日、心臓麻痺で死去。享年93歳。